# أناند جوبال
أناند جوبال هو كاتب لمجلة نيويوركر ومؤلف كتاب "لا رجال طيبون بين الأحياء: أمريكا وطالبان والحرب بعيون أفغانية"، الذي يصف المآسي لثلاثة أفغان وقعوا فيما يُعرف بـ الحرب على الإرهاب. كان المرشح النهائي لجائزة بوليتزر لعام 2015 للأدب غير الخيالي وجائزة الكتاب الوطني لعام 2014 عن الكتب غير الروائية. حصل على العديد من الجوائز الصحفية الكبرى، بما في ذلك جائزة المجلة الوطنية، عن كتاباته في مجلته عن الصراع في الشرق الأوسط.
يشتهر غوبال بكتاباته عن الصراع والثورات. في عام 2017 ، ساعد في مجلة نيويورك تايمز في كشف العدد الهائل من المدنيين الذين قتلوا في الحملات الجوية الأمريكية في العراق وسوريا. وقد كتب على نطاق واسع من تلك البلدان، بما في ذلك مقال عن جرائم الميليشيات المناهضة لداعش لصالح ذا أتلانتيك، والتي فازت بجائزة جورج بولك.
يُعتقد أنه أحد الصحفيين الغربيين القلائل الذين اندمجوا مع طالبان في عام 2012 كتب غوبال لمجلة هاربر عن بلدة تفتناز في سوريا، التي تعرضت لمجزرة على يد نظام بشار الأسد. في عام 2014، كتب لهاربر عن رئيس شرطة قاتل مدعوم من الولايات المتحدة في قندهار بأفغانستان.
في يناير 2010 نشر جوبال قصة عن السجون السرية في أفغانستان، التي تديرها قيادة العمليات الخاصة المشتركة لقيادة العمليات الخاصة المشتركة مثل السجن الأسود.